# Düsum Khjenpa
Düsum Khjenpa (1110 - 1193) byl 1. karmapa školy Karma Kagjü. Založil tři hlavní kláštery této školy.
Khjenpa byl nadaným dítětem. Již od dětství studoval a praktikoval dharmu. Když se ve dvaceti letech stal mnichem, pokračoval dále více než deset let v intenzivním studiu. Ve třiceti letech navštívil klášter, jehož zakladatelem a představeným byl Gampopa. Gampopa mu předal učení, jež se posléze stalo základem učení Karma Kagjü.